# Campeonato Paraense de Futebol Feminino de 2022
O Campeonato Paraense Feminino de 2022 foi a vigésima segunda edição deste evento esportivo, principal torneio estadual de futebol feminino organizado pela Federação Paraense de Futebol (FPF).
O torneio compreendeu quatro distintas fases e envolveria inicialmente a participação de um total de 14 clubes, mas foi posteriormente reduzida para 12 equipes, após desistências, ocorrendo no período de 30 de setembro a 20 de dezembro. A fase inicial consistiu na divisão dos participantes em três grupos, nos quais os clubes enfrentaram seus oponentes da mesma chave em partidas de turno e returno. Nas fases subsequentes, a determinação dos avançados para a fase seguinte baseou-se no resultado agregado das duas partidas, culminando na redução progressiva do número de clubes a cada fase até a disputa da final.
O título da edição foi conquistado pelo Remo, que venceu a decisão contra o Paysandu, com um placar agregado de 9–1. Este triunfo marcou o terceiro título na história do clube azulino neste torneio.

## Formato e participantes
A edição em questão era inicialmente para ser disputada por 14 clubes, os quais foram distribuídos em três grupos distintos. O formato de competição implicou em confrontos diretos entre os clubes, realizados em partidas de ida e volta, totalizando assim dez rodadas durante a fase inicial da competição. A progressão no torneio foi definida da seguinte maneira: os dois times mais bem colocados de cada grupo, juntamente com os dois melhores terceiros colocados, avançaram para as quartas de final. O chaveamento dos confrontos das quartas de final foi estabelecido conforme o desempenho geral das equipes ao longo do torneio.
Porém, o Atlético Barbarense e o União Barbarense desistiram de disputar antes do início da competição. No entanto, com a desistência dessas duas equipes, Itupiranga e Águia de Marabá se classificadaram automaticamente à segunda fase da competição. Assim, não houve jogos do Grupo C na primeira fase.
| Equipe              | Cidade                | Títulos                                 |
| ------------------- | --------------------- | --------------------------------------- |
| Águia de Marabá     | Marabá                | —                                       |
| Atlético Barbarense | Santa Bárbara do Pará | —                                       |
| Cabanos             | Ananindeua            | —                                       |
| Castelo dos Sonhos  | Castanhal             | —                                       |
| ESMAC               | Ananindeua            | 6 (2012, 2016, 2017, 2018, 2019 e 2020) |
| Itupiranga          | Itupiranga            | —                                       |
| Paysandu            | Belém                 | —                                       |
| Pinheirense         | Belém                 | 3 (2009, 2010 e 2015)                   |
| Remo                | Belém                 | 2 (1983 e 2021)                         |
| Terra Alta          | Terra Alta            | —                                       |
| Tiradentes-PA       | Belém                 | —                                       |
| União Barbarense    | Santa Bárbara do Pará | —                                       |
| União Paraense      | Benevides             | —                                       |
| Vila Rica           | Belém                 | —                                       |

## Primeira fase
Os primeiros jogos da fase de grupos tiveram início em 30 de setembro, com a rodada inaugural sendo finalizada no dia seguinte. Em 6 de novembro, a primeira fase chegou ao seu término, e os seguintes clubes garantiram sua classificação para as quartas de final: Cabanos, Castelo dos Sonhos, ESMAC, Paysandu, Pinheirense, Remo, Águia de Marabá e Itupiranga, estes dois últimos se classificaram automaticamente após as desistências de seus adversários.

## Fases finais
No dia 15 de novembro, iniciou-se a fase das quartas de final, com a realização dos quatro confrontos programados. Itupiranga, Pinheirense e Remo demonstraram seu domínio ao derrotarem seus adversários convincentemente, encaminhando assim suas respectivas classificações, confirmadas com novos triunfos nos jogos de volta. A única disputa que se mostrou equilibrada ocorreu entre Cabanos e Paysandu, culminando na classificação do clube da capital após conquistar a vitória na partida de volta.
Nas semifinais, ocorreu o confronto entre Pinheirense e Remo, no qual a equipe azulina se classificou ao vencer ambos os jogos contra o seu adversário. No outro confronto, o Paysandu eliminou o, Itupiranga.
Na decisão, ocorreu o clássico Re-Pa pela segunda vez na finalíssima, depois de 39 anos. Nas duas partidas, o Remo demonstrou superioridade sobre o seu maior rival, aplicando placares elásticos em ambos os jogos, totalizando 9–1.
|  | Quartas de final    | Quartas de final    | Quartas de final    | Quartas de final    |   |             | Semifinais                     | Semifinais                     | Semifinais                     | Semifinais                     |  |          | Final               | Final               | Final               | Final               |  |  |
|  | 15 a 21 de novembro | 15 a 21 de novembro | 15 a 21 de novembro | 15 a 21 de novembro |   |             | 27 de novembro a 3 de dezembro | 27 de novembro a 3 de dezembro | 27 de novembro a 3 de dezembro | 27 de novembro a 3 de dezembro |  |          | 12 e 20 de dezembro | 12 e 20 de dezembro | 12 e 20 de dezembro | 12 e 20 de dezembro |  |  |
|  |                     |                     |                     |                     |   |             |                                |                                |                                |                                |  |          |                     |                     |                     |                     |  |  |
|  | Paysandu            | 0                   | 4                   | 4                   |   |             |                                |                                |                                |                                |  |          |                     |                     |                     |                     |  |  |
|  | Cabanos             | 0                   | 0                   | 0                   |   |             |                                |                                |                                |                                |  |          |                     |                     |                     |                     |  |  |
|  | Cabanos             | 0                   | 0                   | 0                   |   | Paysandu    | 10                             | 1                              | 11                             |                                |  |          |                     |                     |                     |                     |  |  |
|  |                     |                     |                     |                     |   | Paysandu    | 10                             | 1                              | 11                             |                                |  |          |                     |                     |                     |                     |  |  |
|  |                     | Itupiranga          | 0                   | 1                   | 1 |             |                                |                                |                                |                                |  |          |                     |                     |                     |                     |  |  |
|  | Itupiranga          | Itupiranga          | 0                   | 1                   | 1 | 3           | 4                              | 7                              |                                |                                |  |          |                     |                     |                     |                     |  |  |
|  | Itupiranga          |                     |                     |                     |   | 3           | 4                              | 7                              |                                |                                |  |          |                     |                     |                     |                     |  |  |
|  | Águia de Marabá     | 0                   | 1                   | 1                   |   |             |                                |                                |                                |                                |  |          |                     |                     |                     |                     |  |  |
|  | Águia de Marabá     | 0                   | 1                   | 1                   |   |             |                                |                                |                                |                                |  | Paysandu | 1                   | 0                   | 1                   |                     |  |  |
|  |                     |                     |                     |                     |   |             |                                |                                |                                |                                |  | Paysandu | 1                   | 0                   | 1                   |                     |  |  |
|  |                     | Remo                | 5                   | 4                   | 9 |             |                                |                                |                                |                                |  |          |                     |                     |                     |                     |  |  |
|  | Castelo dos Sonhos  | Remo                | 5                   | 4                   | 9 | 0           | 0                              | 0                              |                                |                                |  |          |                     |                     |                     |                     |  |  |
|  | Castelo dos Sonhos  |                     |                     |                     |   | 0           | 0                              | 0                              |                                |                                |  |          |                     |                     |                     |                     |  |  |
|  | Pinheirense         | 3                   | 2                   | 5                   |   |             |                                |                                |                                |                                |  |          |                     |                     |                     |                     |  |  |
|  | Pinheirense         | 3                   | 2                   | 5                   |   | Pinheirense | 0                              | 0                              | 0                              |                                |  |          |                     |                     |                     |                     |  |  |
|  |                     |                     |                     |                     |   | Pinheirense | 0                              | 0                              | 0                              |                                |  |          |                     |                     |                     |                     |  |  |
|  |                     | Remo                | 2                   | 4                   | 6 |             |                                |                                |                                |                                |  |          |                     |                     |                     |                     |  |  |
|  | Remo                | Remo                | 2                   | 4                   | 6 | 4           | 2                              | 6                              |                                |                                |  |          |                     |                     |                     |                     |  |  |
|  | Remo                |                     |                     |                     |   | 4           | 2                              | 6                              |                                |                                |  |          |                     |                     |                     |                     |  |  |
|  | ESMAC               | 0                   | 0                   | 0                   |   |             |                                |                                |                                |                                |  |          |                     |                     |                     |                     |  |  |